# وجها لوجه (رواية)
وجهاً لوجه هي رواية خيال علمي للمراهقين نُشرت عام 1997 من تأليف كاثرين جينكس. تحكي الرواية عن جانسي، الذي يعثر أثناء تجوله في الصحراء علفينه فضائية متضرره، يجد بداخلها حاسوباً يتمتع بقدرة فريدة علي قراءة الافكار و التعبير عنها وتكوين الصداقات.

## نبذة عن الرواية
نشر دار بافن بوكس رواية وجهاً لوجه عام 1997 بصيغة كتاب ورقي، و أصدر بوليندا للنشر النسخة الصوتية للكتاب.وفي نفس العام صدرت في المملكة المتحدة بصيغة النسخة الصلبة.
وقد فازت الرواية بجائزة ايوريلز لعام 1997 لأفضل رواية للشباب، منفصلة بالمناصفة مع رواية أراضي الرماد للكاتبة إيزوبيل كارمودي.

## الجوائز
فازت روايةوجهاً لوجه بجائزة مجلس كتب الأطفال الأسترالي للكتاب المفضل للأطفال.
فازت الرواية بجائزة ايوريلز لعام 1997 لأفضل رواية للشباب، منفصلة بالمناصفة مع رواية أراضي الرماد للكاتبة إيزوبيل كارمودي.